# Kościół Świętych Apostołów Szymona i Judy Tadeusza w Dobrej

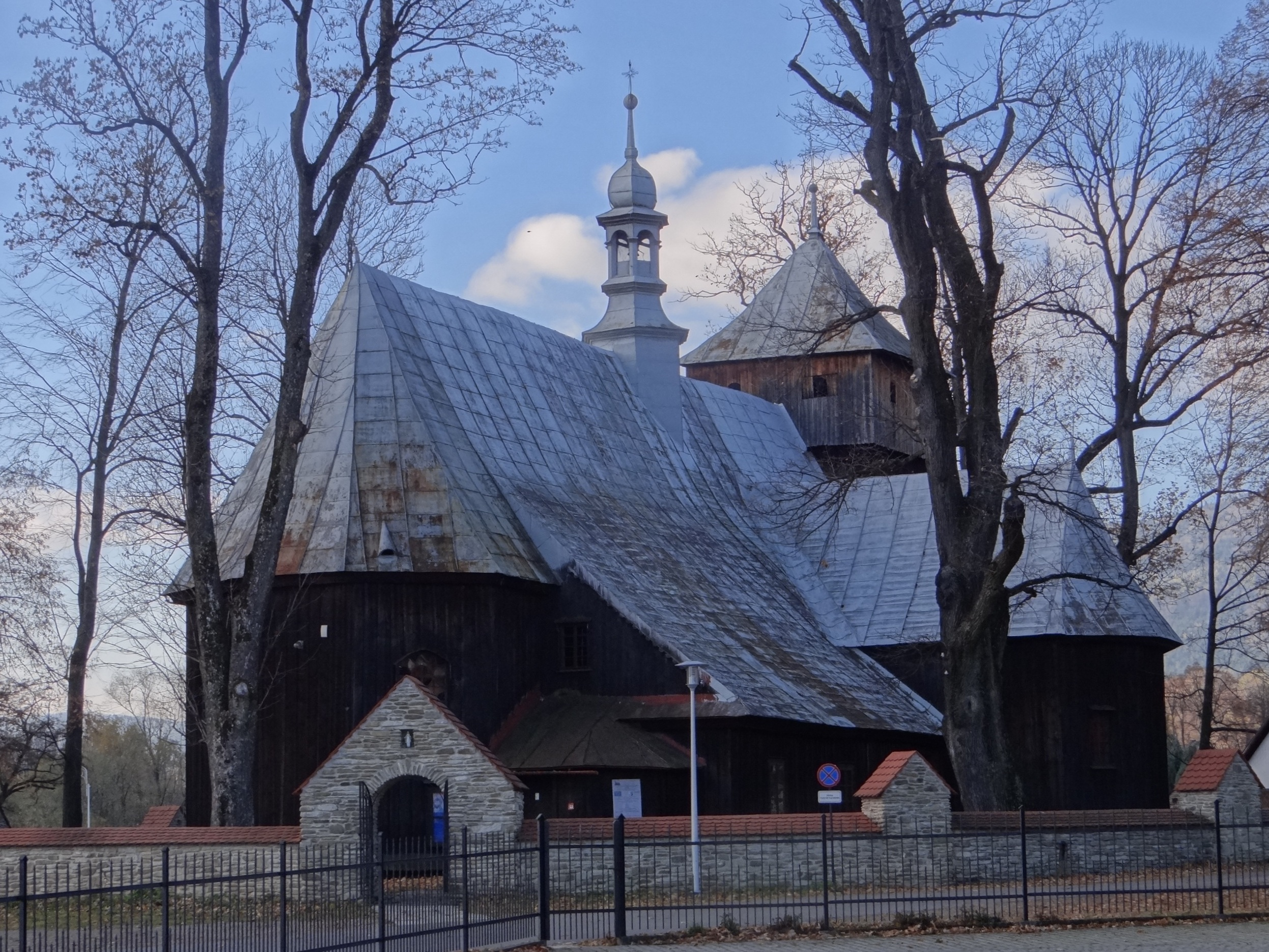

Kościół Świętych Apostołów Szymona i Judy Tadeusza w Dobrej – zabytkowa drewniana świątynia rzymskokatolicka z XVII wieku, znajdująca się na terenie Dobrej w powiecie limanowskim. Kościół, 13 października 1971 roku, umieszczono w rejestrze zabytków województwa małopolskiego. Obecnie znajduje się na Małopolskim Szlaku Architektury Drewnianej. Msze w kościele odprawiane są latem, w każdy czwartek.
Kościół stoi w otoczeniu starego drzewostanu, który również znajduje się na liście zabytków województwa małopolskiego.
Zabytkowe jest również otoczenie kościoła, a zwłaszcza ogrodzenie z bramkami, które powstało w 1800 roku. W ogrodzeniu znajdują się niewielkie kapliczki, w których umieszczono stacje Drogi Krzyżowej.

## Historia
Pierwszy kościół w Dobrej zbudowany został już w XIV wieku, kiedy erygowano we wsi parafię. Świątynia ta spłonęła w nocy 1 lipca 1678.

Nowy kościół ufundowany został przez podkomorzego koronnego Jerzego Dominika Lubomirskiego, do którego należały wówczas okolice Dobrej. Konsekrowany został 24 czerwca 1684 przez biskupa Mikołaja Oborskiego.

W 1760 dobudowano do kościoła dodatkową kaplicę (od strony północnej). Umieszczono tam barokowy ołtarz z obrazem Matki Bożej Szkaplerznej.

W latach 1865-1867 dokonano przebudowy świątyni - dobudowano kruchtę, przedłużono prezbiterium i zakrystię.

W 1912 roku zdecydowano o położeniu blachy na zniszczonym drewnianym goncie.

## Architektura
Jest to świątynia trzynawowa, drewniana (modrzewiowa), konstrukcji zrębowej, z wielobocznie zamkniętym prezbiterium. Góruje nad nią kwadratowa wieża słupowa.
Pierwotnie kościół kryty był drewnianym gontem, ale w 1921 położono na nim blachę ocynkowaną.

## Wnętrze
Wnętrze kościoła utrzymane jest w stylu rokokowym. Zdobi je barokowa polichromia figuralna z 1760 roku, odrestaurowana przez Jana Stankiewicza w latach 1863-1865, przedstawiająca Apostołów i świętych.

### Ołtarze
Ołtarz głównyrokokowy. Znajduje się w nim XVIII-wieczne złote barokowe tabernakulum, wykonane przez Jakuba Jaska. Nad nim umieszczono namalowany na desce obraz Przemienienie Pańskie, wykonany w stylu Veraicon, stanowiący pozostałość po istniejącej w Dobrej lub Jurkowie cerkwi wołoskiej, zniszczonej przez powódź. Obraz strzeżony jest przez drewniane figury Mojżesza i Eliasza. Przed ołtarzem, w balustradzie, umieszczono herb dawnych właścicieli Dobrej i fundatorów kościoła - Lubomirskich.
Ołtarze bocznebarokowe:
- ołtarz z obrazem Święta Rodzina - obraz został przemalowany w 1864. W kronikach odnotowano, że artysta podczas prac konserwatorskich zmienił twarze postaci[3].
- ołtarz z obrazem Matka Boska Różańcowa w otoczeniu św. Katarzyny ze Sjeny i św. Dominika, namalowanym przez Michała Strzegockiego. W zwieńczeniu umieszczony jest wizerunek św. Aleksandra.
- ołtarz św. Sebastiana - patrona Sebastiana Lubomirskiego. W jego predelli znajduje się niewielki obraz na desce Zwiastowanie Najświętszej Marii Panny. Główny obraz to Ukrzyżowanie. Jest on przesłaniany namalowanym w 1865 roku przez Jana Stankiewicza obrazem Święty Izydor.
- ołtarz z obrazem Ecce Homo, również autorstwa Jana Stankiewicza, przesłanianym dziełem Romualda Reguły Serce Jezusa z 1944 roku.
- ołtarz z obrazem Matka Boża Szkaplerzna ofiarująca szkaplerz zakonnikowi. Jest to kopia cudownego obrazu, ufundowanego przez ks. Wojciecha Juraszewskiego w 1760. Oryginał przeniesiono do nowej świątyni.

### Wyposażenie kościoła
Ambona rokokowa, drewniana, pochodzi z XVIII wieku. Zdobią ją polichromowane płaskorzeźby z wizerunkiem Ewangelistów. Nakrycie ambony pochodzi z 1865 roku. 
Chrzcielnica z kościoła w Dobrej pochodzi z XVIII wieku.